# 2923 Schuyler
2923 Schuyler este un asteroid din centura principală, descoperit pe 22 februarie 1977 de Harvard Observatory.